# همه چیز درباره مادرم
همه چیز دربارهٔ مادرم (به اسپانیایی: Todo sobre mi madre) فیلمی اسپانیایی به کارگردانی پدرو آلمودُوار محصول سال ۱۹۹۹ است.
این فیلم برنده جایزه‌های مهم زیادی از جمله جایزه اسکار بهترین فیلم غیرانگلیسی‌زبان، جایزه گلدن گلوب بهترین فیلم غیرانگلیسی‌زبان، جایزه بفتا برای بهترین فیلم غیرانگلیسی‌زبان و نیز چندین جوایز گویا (جوایز ملی سینمای اسپانیا) شده‌است.

## دربارهٔ فیلم‌نامه
آلمودووار در ابتدای این فیلم نامه پسر نوجوانی به نام استبان را به عنوان نویسنده فیلم‌نامه انتخاب کرده و خواننده در ابتدا فکر می‌کند که نویسنده در متن حضور دارد اما با کشته شدن پسر این مورد از ذهن خواننده برطرف می‌شود.

## ویژگی‌های فیلم‌نامه
پدرو آلمودوار در نوشتن این فیلم‌نامه از تضاد شخصیتها استفاده کرده و آنها در انکار واقعیت‌ها در رفتارهایشان نسبت به هم تضاد دارند.
دیدگاه آلمودوار دربارهٔ حوادث منفی در زندگی جبری است نه اختیاری. او در شخصیت مانوئلا تسلیم شدن به حوادث جبری را قرار داده‌است. او مرگ پسرش و نیز برگشت از مادرید به بارسلون را اجباراً می‌پذیرد.
شکست، امید و تلاش سه مرحله‌است که شخصیت‌های این فیلم‌نامه از هر سه می‌گذرند.